# 大阪屋ショップ

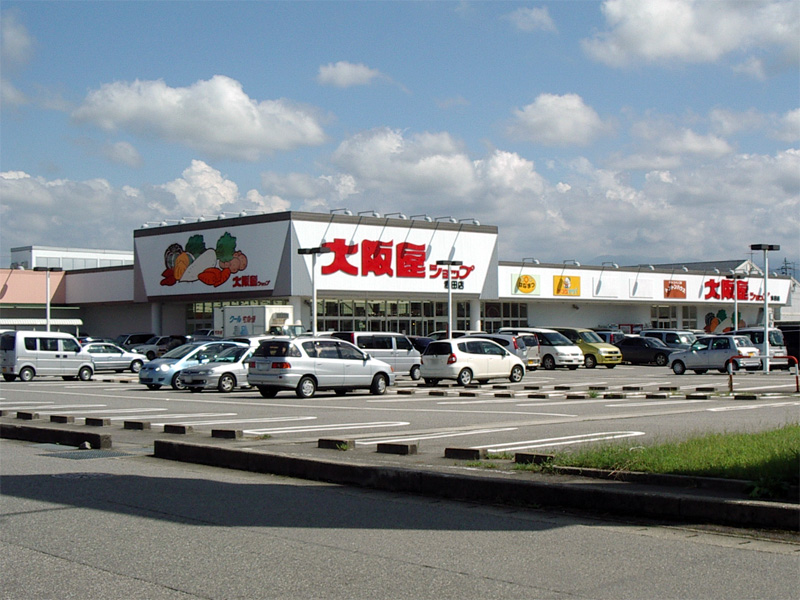
赤田店

株式会社大阪屋ショップ（おおさかやショップ）は、富山県富山市を中心に、富山県・石川県・愛知県に「大阪屋ショップ」の屋号でスーパーマーケットを展開している総合小売業者である。CGCグループとセルコチェーンに加盟している。

## 概要
かつては店舗名に「SPAR」ブランドを冠していたが、現在は全て「大阪屋ショップ」に統一されている。
屋号「大阪屋ショップ」の由来は、高校卒業後に大阪・船場の繊維問屋に勤めていた平邑文男が父とスーパーマーケット事業を始める際に、商売を学んだ大阪の地にちなんだものである。

## 沿革
- 1958年（昭和33年）4月 - 創業[9]。
- 1967年（昭和42年） - 青果店を営んでいた平邑清次によって『スーパー大阪屋』として1号店「新庄店」が個人創業[4]。
- 1973年（昭和48年）
  - 8月 - スーパーマーケットとして営業スタート[9]。
  - 12月 - 有限会社大阪屋ショップを設立[4]。
- 1991年（平成3年） - 組織変更し、株式会社大阪屋ショップに商号を変更。
- 2005年（平成17年）6月20日 - それまで仕入れ契約を行っていたアルビスに対して契約の打ち切りを申し入れる[10]。
- 2010年（平成22年） - 石川県に進出。白山市に「松任店」をオープン[4]。
- 2018年（平成30年）
  - 6月19日 - 富山地区にて、ポイントカードがEdy-楽天ポイントカードへの切り替えが完了（一部店舗を除く）[11]。
  - 9月20日 - 滑川市の食品スーパー2店舗を運営する『まるまん』の全株式を所得し、子会社化[12]。
- 2020年（令和2年）11月6日 - 子会社アイデックを通して青果卸の『富山青果センター』を子会社化[5][6]
- 2021年（令和3年）
  - 7月1日 - 子会社の『キョーエイ』と『まるまん』を吸収合併[13]。
  - 10月1日 - 氷見市と高岡市の食品スーパーを運営する『マルワフード』の全株式を取得し、子会社化[14]
- 2022年（令和4年）9月 - 楽天のプラットフォームを活用したネットスーパーに参入[15]。
- 2023年（令和5年）6月30日 - 愛知県に進出。江南市に「江南店」をオープン[16]。

## 店舗
2022年10月現在、富山・石川の両県に50店舗を展開している。

### 譲受して進出した店舗

#### 富山県
富山市
- 新庄店（旧・トーカマートを居抜きとして使用後、現在は建て替え済み）
- 北新町店（旧・みつづか）
- 婦中店（旧・アップルサンショウ）
- 大沢野店（旧・キョーエイ）
- 月岡店（同上）
- キャロット1店（同上）
- 呉羽店（同上）

上市町
- パル店（旧・えんじ屋[17]）

立山町
- 立山店（旧・パルフェ）

滑川市
- パスタ店（旧・まるまん）
- エール店（同上）

魚津市
- サンプラザ店（旧・サンプラザ食品街）

黒部市
- 黒部店[18]・宇奈月店[19]（共に旧・パルフェ）
- メルシー店（旧・スパー[20]→アイル）

朝日町
- アスカ店（旧・サンロード朝日店）[21]

高岡市
- 佐野店（旧・じーえむ佐野）
- 万葉店 (旧・バロー高岡万葉店)

射水市
- アプリオ店（旧・ユニー大島店)

氷見市
- ハッピータウン店 (旧・新鮮市場氷見ハッピータウン店)
- プラファ店 (旧・新鮮市場プラファ店)

#### 石川県
金沢市
- 近岡店（旧・無量井ストアーメガバリュー近岡店）
- 大徳店（旧・パチンコタイガー大徳店）
- 西泉店（旧・ジャンボボール）

野々市市
- 野々市三納店（旧・マルエー三納店）

白山市
- 松任店（旧・パチンコタイガー松任店）

かほく市
- かほく店(旧・イキイキ市場まるいちトマト店)

#### 愛知県
江南市
- 江南店（旧・スーパー三心江南店）

#### 岐阜県
各務原市
- 各務原店（旧・スーパー三心蘇原店）[22]

## 閉店した店舗
- 加積店（魚津市）旧・さんふれんど加積店、後にスーパーマーケット『ライク』を経て現在は更地となっている。
- 赤江店（富山市）
- 堀店（富山市）1980年（昭和55年）に『スパー堀店』として開業[9]。現在はローソン
- 旧・新庄店（富山市）現在は店舗建て替えを行い、V・drug 向新庄店となっている
- 小杉店（富山市）現在はスギ薬局
- 荏原店（富山市） 1976年（昭和51年）に『スパー荏原店』として開業[9]。現在はセブンイレブン
- 長江店（富山市）現在はスギ薬局西長江店
- 太閤山店（射水市）

## 子会社
- アイディック（食品卸）[4]
- 富山青果センター（青果卸）[5][6]
- マルワフード(食品スーパー)[14][注釈 1]

### 過去に存在した子会社
- キョーエイ（食品スーパー）[4]
- まるまん[12]

いずれも、2021年7月1日に吸収合併された。